# (33495) Schaferjames
1999 GL18 (asteroide 33495) é um asteroide da cintura principal. Possui uma excentricidade de 0.12632670 e uma inclinação de 4.50522º.
Este asteroide foi descoberto no dia 15 de abril de 1999 por LINEAR em Socorro.